# پوزادا، ساردینیا
پوزادا، ساردینیا (به ایتالیایی: Posada) یک کومونه در ایتالیا است که در استان نیورو واقع شده‌است.

## خصوصیات
پوزادا ۳۳٫۵۲ کیلومترمربع مساحت و ۲٬۳۹۴ نفر جمعیت دارد و ۳۷ متر بالاتر از سطح دریا واقع شده‌است.